# Lasza Malaguradze

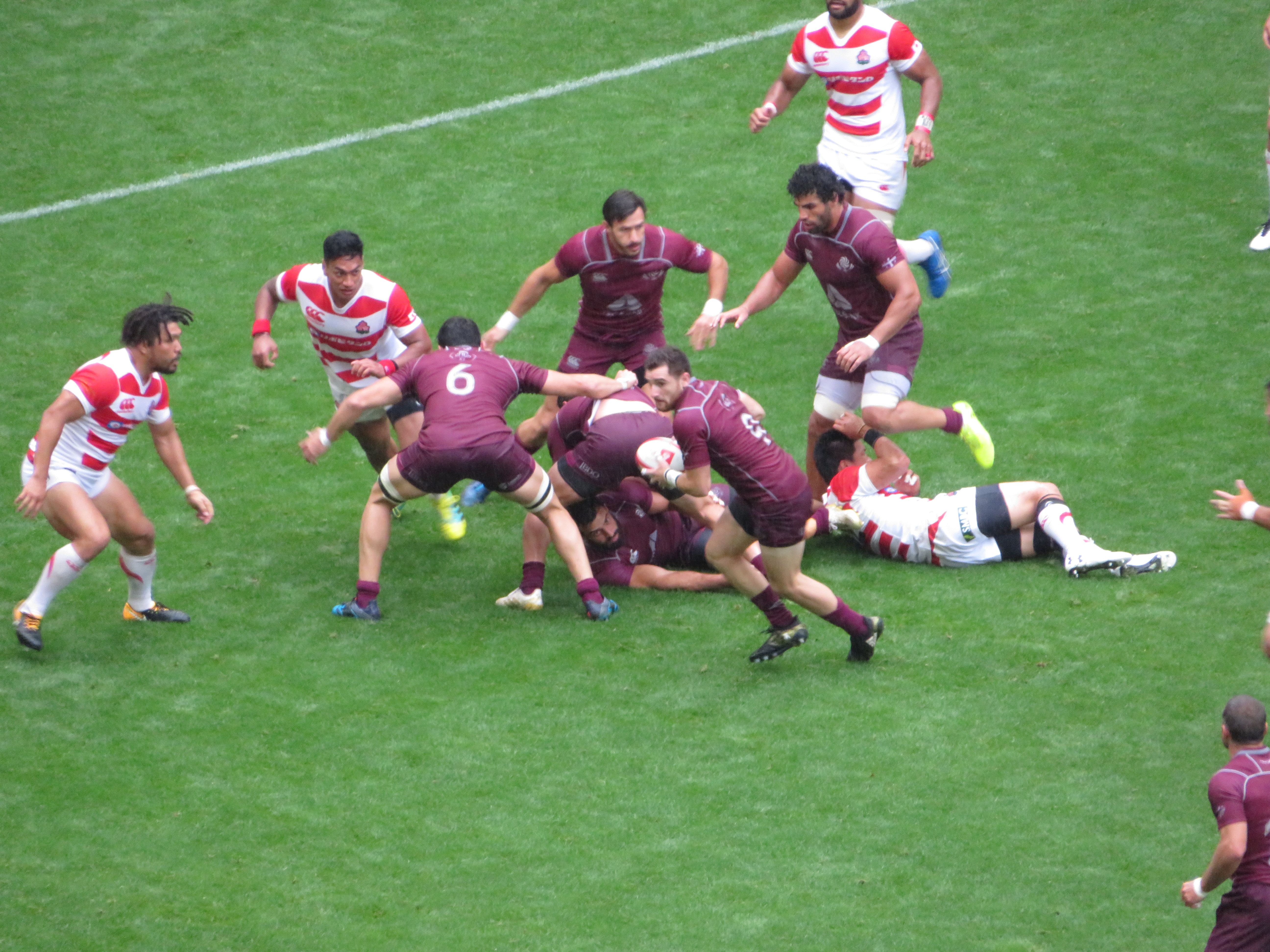
Mecz Japonia – Gruzja w 2018 (Malaguradze stoi pośrodku w ciemnym stroju)

Lasza Malaguradze (gruz. ლაშა მალაღურაძე; ur. 2 stycznia 1986 r. w Tbilisi) – gruziński rugbysta, wszechstronny zawodnik formacji ataku. Reprezentant kraju w rugby union i rugby 7, trzykrotny uczestnik pucharu świata w odmianie piętnastoosobowej, wielokrotny mistrz Rugby Europe, klubowy mistrz Ukrainy. Brat Dżaby.

## Młodość
Malaguradze pierwsze treningi rugby rozpoczął jako siedmiolatek. W wieku 16 lat zarzucił zajęcia piłkarskie, na które uczęszczał równolegle. Trenował w drużynie Koczebi Tbilisi, która zdobyła szereg tytułów mistrza kraju w juniorskich kategoriach wiekowych. W tym samym czasie w drużynie występował późniejszy partner Malaguradze z reprezentacji Gruzji, Dawit Kaczarawa.

## Kariera klubowa
Po występach barwach Koczebi Malaguradze przeniósł się na Ukrainę. Począwszy od 2005 roku reprezentował barwy klubu Kredo-1963 z Odessy. Gruzin w swoim pierwszym sezonie w lidze dzięki celnym kopom na bramkę okazał się najlepiej punktującym zawodnikiem w rozgrywkach. W późniejszym czasie do drużyny dołączył także starszy brat Dżaba. Z zespołem z Odessy w 2007 roku Lasza sięgnął po mistrzostwo Ukrainy, będąc jednocześnie głównym strzelcem drużyny. W decydującym o złotych medalach meczu z Olimpem Charków Gruzin zdobył wszystkie 15 punktów swojej drużyny.
W maju 2008 roku brał udział w awanturze, jaka wywiązała się w czasie meczu Kredo-1963 z Awiatorem Kijów. Prowodyr zajścia Giorgi Niżaradze za uderzenie i ugryzienie arbitra otrzymał w rezultacie dożywotni zakaz występów na terenie Ukrainy, zaś Malaguradze za „znieważenie sędziego i groźbę użycia przemocy” został zdyskwalifikowany na półtora roku (kara ta obejmowała zawieszoną karę rocznej dyskwalifikacji za wcześniejsze przewinienia dyscyplinarne). Kara orzeczona wobec 22-letniego zawodnika uważana była za kontrowersyjną. Zespół z Odessy zakończył sezon 2007/2008 na drugim miejscu.
Wobec dyskwalifikacji mając potrwać niemalże do końca 2009 roku Malaguradze zmuszony był do zmiany barw klubowych. Prowadzone były rozmowy na temat jego przenosin do Rosji (negocjowano z klubami WWA-Podmoskowje oraz Jenisiej-STM Krasnojarsk), jednak nie osiągnięto porozumienia. Ostatecznie gruziński zawodnik trafił do występującego we francuskiej lidze Pro D2 (drugi poziom rozgrywek) klubu AS Béziers Hérault, gdzie początkowo rywalizował o miejsce w składzie z byłym wybitnym reprezentantem Nowej Zelandii Andrew Mehrtensem. Po niespodziewanym spadku Béziers do Fédérale 1 w 2009 roku Gruzin zdecydował się pozostać w drużynie jako jeden z 11 dotychczasowych graczy. Po dwóch sezonach spędzonych na poziomie półamatorskiej trzeciej ligi francuskiej Béziers zdołało awansować do wyższej klasy rozgrywkowej. Wówczas jednak władze klubu zdecydowały się na szeroko zakrojone zmiany kadrowe, co wymusiło odejście Malaguradze z drużyny. Łącznie w barwach ASBH rozegrał 39 meczów ligowych.
Sezon 2011/2012 Gruzin spędził na poziomie czwartej ligi francuskiej (Fédérale 2) w klubie ROC La Voulte-Valence, zaś po roku przeniósł się do ekipy Stade Bagnerais, beniaminka Fédéral 1. W ciągu trzech lat spędzonych w klubie z Bagnères był podstawowym zawodnikiem zespołu, w 48 meczach zdobywając 411 punktów (138 celnych kopów na bramkę). Z końcem sezonu 2014/2015 Malaguradze opuścił drużynę – jego kontrakt nie został przedłużony ze względu na wysokość gaży Gruzina.
Jesienią 2015 roku, po zakończeniu pucharu świata Malaguradze otrzymał oferty kontraktu z drużyn Fédérale 1, jednak nie zyskały one akceptacji zawodnika. Wówczas, aby uniknąć pozostawania bez przynależności klubowej, Gruzin został tymczasowo zarejestrowany jako gracz Koczebi Bolnisi. Ostatecznie w marcu 2016 roku podpisał trzyletni kontrakt z rosyjskim Krasnym Jarem Krasnojarsk, gdzie zastąpił reprezentanta Tonga Fangatapu Apikotoę. W nowym klubie zadebiutował w maju 2016 roku w wygranym meczu o superpuchar Rosji ze Sławą Moskwa. W swoim pierwszym sezonie Malaguradze został bohaterem derbowego meczu z Jenisiejem-STM, kiedy to w końcówce spotkania przechwycił podanie rywali, zdobył przyłożenie a następnie wykonał podwyższenie – w efekcie Krasnyj Jar zwyciężył 14:12. W trzech kolejnych sezonach Malguradze wraz z kolegami z drużyny w lidze rosyjskiej zajmował drugie miejsce, za każdym razem za Jenisiejem-STM. W barwach Krasnego Jaru brał także udział w rozgrywkach europejskich. W sezonie 2016/2017 dotarł do finału European Rugby Continental Shield. W rozgrywanym w Edynburgu meczu Krasnyj Jar ponownie mierzył się z Jenisiejem-STM i ponownie uległ swojemu lokalnemu rywalowi – 36:8. Dotarcie do finału dało jednak drużynie Krasnego Jaru prawo udziału w Challenge Cup w sezonie 2017/2018. Malgauradze wystąpił we wszystkich sześciu meczach grupowych oraz w dwumeczu z Jenisiejem-STM w ramach kwalifikacji do kolejnej edycji (European Rugby Continental Shield).
W grudniu 2018 roku Krasnyj Jar poinformował, że nie zaoferował Malaguradze przedłużenia kontraktu oraz że zawodnik odejdzie z zespołu przed rozpoczęciem nowego sezonu. Jako przyczynę wskazywano istnienie w lidze ograniczenia liczby obcokrajowców w drużynie oraz fakt, że Gruzin z powodu przygotowań do pucharu świata byłby nieobecny przez niemal cały sezon 2019. Wkrótce podano do publicznej wiadomości, że zawodnik dołączył do klubu WWA-Podmoskowje.

## Kariera reprezentacyjna
W 2005 i 2006 roku w ukraińskich mediach pojawiał się temat powołania 19-letniego Malaguradze do reprezentacji Ukrainy, jednak wedle informacji przekazywanych przez działaczy ukraińskiej federacji zawodnik miał wahać się w kwestii przyjęcia ukraińskiego obywatelstwa.
Także w 2006 roku zawodnik w barwach reprezentacji Gruzji wziął udział w mistrzostwach świata do lat 21. Ekipa z Kaukazu zajęła wówczas ostatnie, dwunaste miejsce. Sam Malaguradze rozegrał cztery mecze, w których zdobył dla swojej drużyny 30 punktów.
Debiut w pierwszej reprezentacji Gruzji zaliczył w lutym 2008 roku podczas meczu z Portugalią w ramach Pucharu Narodów Europy. Turniej ten zakończył się zwycięstwem ekipy „Lelo” i pierwszym tytułem mistrza Europy FIRA-AER na koncie Malaguradze. Pochodzący z Tbilisi zawodnik szybko wywalczył sobie miejsce w drużynie narodowej – w latach 2008–2010 rozegrał aż 27 spotkań, niemal wszystkie na pozycji podstawowego łącznika ataku. Uczestniczył w tym czasie nie tylko w wygranym Pucharze Narodów Europy 2009, turniejach takich jak Nations Cup 2008 czy Churchill Cup 2009, ale  również w licznych meczach testowych.
W 2011 roku znalazł się w kadrze podczas kolejnej zwycięskiej kampanii w Pucharze Narodów Europy. Otrzymał także powołanie na Puchar Świata w Rugby 2011, jednak jego udział został znacząco ograniczony przez uraz, jakiego doznał przed samym turniejem. Podczas imprezy w Nowej Zelandii rozegrał zaledwie około 10 minut, kiedy jako zmiennik pojawił się na boisku w meczu z Argentyną.
W kolejnym okresie rola Malaguradze w kadrze narodowej zmalała – przestał być podstawowym zawodnikiem, częściej pojawiając się na boisku jako rezerwowy. Nie zawsze uzyskiwał także zgodę władz klubowych na uczestnictwo w zgrupowaniach reprezentacji. W 2014 reprezentował Gruzję podczas serii turniejów o mistrzostwo Europy w rugby 7 (turnieje w Lyonie i Moskwie). W kadrze piętnastoosobowej choć z mniejszą regularnością, brał udział w spotkaniach Pucharu Narodów Europy (zwycięstwo w 2012, 2014 i 2015 roku) czy towarzyskich turniejach Tbilisi Cup (2013, 2014, 2015). W 2015 roku Malaguradze ponownie został podstawowym łącznikiem ataku reprezentacji. Na początku września otrzymał od selekcjonera Miltona Haiga powołanie na puchar świata w Anglii. W czasie turnieju wystąpił w pierwszym składzie w czterech meczach, w tym w wygranych spotkaniach z Tonga i Namibią. W drugim z wymienionych zdobył jedno z przyłożeń swojej drużyny.
Począwszy od 2016 roku zaczął w kadrze występować także na pozycji środkowego ataku – tak w podstawowym składzie, jak i jako zmiennik. Z reprezentacją trzykrotnie sięgał po tytuł mistrzowski w Pucharze Narodów Europy, a po jego reorganizacji w Rugby Europe International Championships – w 2016, 2018 i 2019 roku. W 2018 roku uczestniczył także w Pucharze Narodów Pacyfiku, gdzie Gruzini jako gość rywalizowali z reprezentacjami Fidżi, Samoa i Tonga.
We wrześniu 2019 roku Malaguradze znalazł się na liście zawodników na puchar świata. W czasie rozgrywanego w Japonii turnieju wychowanek Koczebi rozegrał trzy mecze: w podstawowym składzie z Urugwajem oraz z ławki rezerwowych z Fidżi i Australią. Po zakończeniu turnieju uczestniczył w przerwanym przez pandemię COVID-19 turnieju Rugby Europe Championship. Zwyciężając we wszystkich czterech meczach reprezentanci Gruzji zapewnili sobie końcowy triumf jeszcze przed ostatnią kolejką, w której mieli zmierzyć się z Rosją. Dla Malaguradze, który w meczu tym miał wystąpić w podstawowym składzie, miało to być 100. spotkanie w drużynie narodowej – wynik, który przed nim osiągnęło jedynie trzech graczy.

### Statystyki
Stan na dzień 7 marca 2020 r.
Występy na arenie międzynarodowej
| Drużyna narodowa | Rok  | Mecze | Punkty |
| ---------------- | ---- | ----- | ------ |
| Gruzja           | 2008 | 10    | 34     |
| Gruzja           | 2009 | 10    | 33     |
| Gruzja           | 2010 | 7     | 20     |
| Gruzja           | 2011 | 5     | 11     |
| Gruzja           | 2012 | 5     | 2      |
| Gruzja           | 2013 | 4     | 3      |
| Gruzja           | 2014 | 10    | 27     |
| Gruzja           | 2015 | 11    | 30     |
| Gruzja           | 2016 | 11    | 16     |
| Gruzja           | 2017 | 6     | 2      |
| Gruzja           | 2018 | 9     | 0      |
| Gruzja           | 2019 | 7     | 12     |
| Gruzja           | 2020 | 4     | 0      |
| Suma             | Suma | 99    | 190    |

Przyłożenia na arenie międzynarodowej
| Lp. | Data                | Miejsce                              | Przeciwnik | Rozgrywki                       |
| --- | ------------------- | ------------------------------------ | ---------- | ------------------------------- |
| 1.  | 29 marca 2008       | Stadion Eden, Praga                  | Czechy     | Puchar Narodów Europy 2006–2008 |
| 2.  | 28 lutego 2009      | Estadio Nacional Complutense, Madryt | Hiszpania  | Puchar Narodów Europy 2008–2010 |
| 3.  | 22 marca 2009       | Stadion Illicziweć, Mariupol         | Rosja      | Puchar Narodów Europy 2008–2010 |
| 4.  | 7 października 2015 | Sandy Park, Exeter                   | Namibia    | Puchar Świata w Rugby 2015      |
| 5.  | 10 marca 2019       | AIA Arena, Kutaisi                   | Niemcy     | Rugby Europe Championship 2019  |
| 6.  | 17 marca 2019       | Stadion Kubań, Krasnodar             | Rosja      | Rugby Europe Championship 2019  |

## Życie osobiste
- Ojciec zawodnika także uprawiał rugby[4]. Podobnie rugbystą został starszy brat Laszy, Dżaba. Ten po występach w barwach Kredo-1963 Odessa został reprezentantem Ukrainy – początkowo w odmianie siedmio-, a później także piętnastoosobowej[6][13]. Kiedy z powodu kontuzji musiał przedwcześnie zakończyć karierę zawodniczą, został szkoleniowcem. Trenował m.in. reprezentację Gruzji w rugby 7 kobiet[48].
- Lasza ma dwoje dzieci, córkę Anastasię (ur. 2011) i syna Giorgiego (ur. 2015)[33].